# Nerocila californica
Nerocila californica es una especie de crustáceo isópodo marino del género Nerocila, familia Cymothoidae. Fue descrita científicamente por Schioedte & Meinert en 1881.

## Distribución
Esta especie se encuentra en los Estados Unidos (California).